# Parafia św. Łukasza w Stroudsburg
Parafia św. Łukasza w Stroudsburg (ang. St. Luke's Parish) – parafia rzymskokatolicka położona w Stroudsburg w stanie Pensylwania w Stanach Zjednoczonych.
Jest ona wieloetniczną parafią w diecezji Scranton, z mszą św. w j. polskim dla polskich imigrantów.
Ustanowiona w 1968 roku i dedykowana św. Łukaszowi.

## Nabożeństwa w j. polskim
- Niedziela – 14:00

## Szkoły
- Day Care Center im. Francis G. Barrett